# Zooey Deschanel
Zooey Claire Deschanel (Los Angeles, Kalifornia, 1980. január 17. –) amerikai színésznő, énekesnő, dalszerző, zenész, modell. 
Első filmje az 1999-es Dilidoki volt. A Mi a manó (2003) és a Galaxis útikalauz stopposoknak (2005) után Az igenember (2008) és az 500 nap nyár (2009) című filmekben kapott főszerepeket.
2001 óta jazzkabarékban is fellép, játszik billentyűs hangszereken, ütőhangszereken, bendzsón és ukulelén is. Több filmje főcímdalát is ő énekelte, debütáló albuma a Volume One volt a She & Him zenei duóval közösen, amely 2008. március 18-án jelent meg.

## Fiatalkora és családja
Los Angelesben született. Apja az Oscar-díjra jelölt operatőr és rendező Caleb Deschanel, anyja Mary Jo Deschanel színésznő. Ír és francia származású, nevét Zooey Glassról kapta, aki J. D. Salinger 1961-es Franny és Zooey című művének főszereplője volt. Nővére Emily Deschanel szintén színésznő, főként a Dr. Csont című televíziós sorozat címszereplőjeként ismert.
Los Angelesben nőtt fel, de gyermekkora nagy részét apja munkája miatt utazással töltötte. Később azt mondta, „utáltam az összes utazást [...] bár most nagyon boldog vagyok, mert sok tapasztalatot szereztem, ugyanakkor szomorú is, mert ott kellett hagynom a barátaimat Los Angelesben.”
A Santa Monicában található Crossroads magán-előkészítő iskolába járt, ahol barátságot kötött Jake Gyllenhaallal és Kate Hudsonnal. Később a Northwestern Egyetem hallgatója lett.

## Pályafutása
Először egy vendégszerepet játszott a Veronica's Closet című televíziós sorozatban, mielőtt 1999-ben Lawrence Kasdan, Dilidoki című filmjében játszott. Ugyanebben az évben szerepelt a The Offspring She's Got Issues című videóklipjében. Második filmje Cameron Crowe félig önéletrajzi filmje a Majdnem híres (Almost Famous), amelyben Anita Millert, a főhős lázadó nővérét játszotta. A filmet kritikai szempontból elismerték, de kasszasiker nem lett. Zooey játszott több jelentős filmben: Őrült (2001), Don Cheadle-lel és Joseph Gordon-Levitt-tal, a Totál káosz-ban (2002), Tim Allennel és Rene Russóval az Elhagyatva című filmben, Katie Holmes, Benjamin Bratt és Melanie Lynskey partnereként, a Jóravaló feleség-ben Jennifer Anistonnal és Jake Gyllenhaallal. 2002 végén a The New York Times arról számolt be, hogy Zooey "Hollywood egyik legkeresettebb fiatal csillaga."
2002-ben Az új fiú Noráját alakította. Ez a film volt az első, amelyben énektudását is megmutatta a képernyőn.
2003-ban megkapta élete első főszerepét Az "Igazi"-ban. A szexuálisan furcsa 18 éves szűz szerepe, aki egy céltalan 22 évessel köt egy életre szóló románcot. Jó kritikát kapott és Independent Spirit-jelölést a legjobb női főszereplő kategóriában. Ugyanebben az évben szerepelt a Mi a manó című Will Ferrell filmben, amely kasszasiker lett.
2004-ben főszerepet játszott a Lökött gyásznép-ben, 2005-ben Douglas Adams sci-fi regényének filmes adaptációjában a Galaxis útikalauz stopposoknak-ban játszott.
2009-ben szerepelt nővére sorozatában (Dr. Csont), ahol Bones unokatestvérét alakította.

## Magánélete
2008. december 28-án jegyezte el Ben Gibbard, a Death Cab for Cutie együttes énekese. 2009 szeptemberében házasodtak össze, 2012-ben elváltak. 2015-ben vette feleségül Jacob Pechenik filmproducer, két gyermekük született. Házasságuk 2020-ban válással végződött.
Allergiás a tojásra, a tejre, és a búzasikérre, ezért vegán étrendet folytat.

## Filmográfia

### Film
| Év   | Magyar cím                                              | Eredeti cím                                                      | Szerep                | Magyar hang       |
| ---- | ------------------------------------------------------- | ---------------------------------------------------------------- | --------------------- | ----------------- |
| 1999 | Dilidoki                                                | Mumford                                                          | Nessa Watkins         | Nemes Takách Kata |
| 2000 | Majdnem híres                                           | Almost Famous                                                    | Anita Miller          | Juhász Réka       |
| 2001 | Őrült                                                   | Manic                                                            | Tracy                 |                   |
| 2002 | Jóravaló feleség                                        | The Good Girl                                                    | Cheryl                |                   |
| 2002 | Elhagyatva                                              | Abandon                                                          | Samantha Harper       | Vadász Bea        |
| 2002 | Totál káosz                                             | Big Trouble                                                      | Jenny Herk            | Nemes Takách Kata |
| 2002 | Az új fiú                                               | The New Guy                                                      | Nora                  | Nemes Takách Kata |
| 2002 |                                                         | Sweet Friggin’ Daisies (rövidfilm)                               | Zelda                 |                   |
| 2003 |                                                         | Whatever We Do (rövidfilm)                                       | Nikki                 |                   |
| 2003 | Az "Igazi"                                              | All the Real Girls                                               | Noel                  |                   |
| 2003 |                                                         | It's Better to Be Wanted for Murder Than Not to Be Wanted at All | lány a benzinkúton    |                   |
| 2003 | Mi a manó                                               | Elf                                                              | Jovie                 | Juhász Réka       |
| 2003 |                                                         | House Hunting (rövidfilm)                                        | Christy               |                   |
| 2004 | Lökött gyásznép                                         | Eulogy                                                           | Kate Collins          | Csondor Kata      |
| 2005 | Galaxis útikalauz stopposoknak                          | The Hitchhiker's Guide to the Galaxy                             | Trillian              | Kovács Patrícia   |
| 2005 | Michigani tél (Téli varázslat)                          | Winter Passing                                                   | Reese Holden          | Csondor Kata      |
| 2006 | Anyám nyakán                                            | Failure to Launch                                                | Kit                   | Gubás Gabi        |
| 2006 |                                                         | Live Free or Die                                                 | Cheryl                |                   |
| 2007 |                                                         | The Good Life                                                    | Frances               |                   |
| 2007 |                                                         | The Go-Getter                                                    | Kate                  |                   |
| 2007 | Híd Terabithia földjére                                 | Bridge to Terabithia                                             | Ms. Edmunds           | Ruttkay Laura     |
| 2007 |                                                         | Flakes                                                           | Miss Pussy Katz       |                   |
| 2007 |                                                         | Rawing (rövidfilm)                                               | Katie                 |                   |
| 2007 | Vigyázz, kész, szörf!                                   | Surf's Up                                                        | Lani Aliikai (hangja) | Nemes Takách Kata |
| 2007 | Jesse James meggyilkolása, a tettes a gyáva Robert Ford | The Assassination of Jesse James by the Coward Robert Ford       | Dorothy Evans         | Szabó Margaréta   |
| 2008 | Falrengető                                              | Gigantic                                                         | Harriet "Happy" Lolly |                   |
| 2008 | Az esemény                                              | The Happening                                                    | Alma Moore            | Németh Borbála    |
| 2008 | Az igenember                                            | Yes Man                                                          | Allison               | Németh Borbála    |
| 2009 | 500 nap nyár                                            | 500 Days of Summer                                               | Summer Finn           | Nemes Takách Kata |
| 2011 | A lökött tesó                                           | Our Idiot Brother                                                | Natalie               | Nemes Takách Kata |
| 2011 | Király!                                                 | Your Highness                                                    | Belladonna            | Németh Borbála    |
| 2015 | Afgán csillag                                           | Rock the Kasbah                                                  | Ronnie                | Pikali Gerda      |
| 2015 | Szándék nélkül                                          | The Driftless Area                                               | Stella                | Kovács Patrícia   |
| 2016 | Trollok                                                 | Trolls                                                           | Bridget (hangja)      | Kokas Piroska     |
| 2020 | Trollok a világ körül                                   | Trolls World Tour                                                | Bridget (hangja)      | Kokas Piroska     |
| 2022 |                                                         | Dreamin' Wild                                                    | Nancy                 |                   |
| 2023 | Trollok: Együtt a banda                                 | Trolls Band Together                                             | Bridget (hangja)      | Kokas Piroska     |
| 2024 | Harold és a varázsceruza                                | Harold and the Purple Crayon                                     | Terri                 | Sipos Eszter Anna |

### Televízió
| Év        | Magyar cím                     | Eredeti cím               | Szerep                    | Megjegyzések                                        |
| --------- | ------------------------------ | ------------------------- | ------------------------- | --------------------------------------------------- |
| 1998      |                                | Veronica's Closet         | Elena                     | 1 epizód                                            |
| 2002      | Frasier – A dumagép            | Frasier                   | Jen                       | 1 epizód (10. évad)                                 |
| 2004      |                                | Cracking Up               | Heidi                     | 1 epizód                                            |
| 2005      |                                | Once Upon a Mattress      | Lady Larken               | tévéfilm                                            |
| 2005–2013 | Amerikai fater                 | American Dad!             | több szereplő hangja      | 2 epizód                                            |
| 2006–2007 | Nancy ül a fűben               | Weeds                     | Kat Wheeler               | 4 epizód                                            |
| 2007      | A Bádogember                   | Tin Man                   | DG                        | minisorozat                                         |
| 2008–2013 | A Simpson család               | The Simpsons              | Mary Spuckler (hangja)    | 3 epizód                                            |
| 2009      | Dr. Csont                      | Bones                     | Margaret Whitesell        | 1 epizód (5. évad)                                  |
| 2010      | Halálosan komolytalan          | Funny or Die Presents     | Mary Todd Lincoln         | 1 epizód                                            |
| 2011–2018 | Új csaj                        | New Girl                  | Jessica Day               | - főszereplő - vezető producer - rendező (1 epizód) |
| 2012      | Saturday Night Live            | Saturday Night Live       | házigazda / több szereplő | 1 epizód                                            |
| 2016      | Brooklyn 99 – Nemszázas körzet | Brooklyn Nine-Nine        | Jessica Day               | 1 epizód                                            |
| 2017      |                                | Trolls Holiday            | Bridget (hangja)          | különkiadás                                         |
| 2021      |                                | The Celebrity Dating Game | társ-házigazda            |                                                     |
| 2022      |                                | Storybots: Answer Time    | betörő                    | 1 epizód                                            |

## Diszkográfia

### Szólóalbumok
- Baby, It's Cold Outside feat. Leon Redbone - Mi a manó filmzene
- Fabric of My Life - Cotton Incorporated Kampány
- Sugar Town - (500) Days of Summer filmzene

### Munchausen By Proxy
- Sweet Ballad feat. Von Iva - Az igenember filmzene
- Uh-Huh feat. Von Iva - Az igenember filmzene
- Keystar feat. Von Iva - Az igenember filmzene
- Yes Man  feat. Von Iva - Az igenember filmzene

### She & Him
- Volume Three
- Volume Two
- Volume One
- I Put A Spell On You
- Why Do You Let Me Stay Here?
- When I Get To The Border (2007) on The Go-Getter filmzene
- Please, Please, Please, Let Me Get What I Want (500) Days of Summer filmzene

## Fordítás
- Ez a szócikk részben vagy egészben  a   Zooey Deschanel című angol Wikipédia-szócikk fordításán alapul.  Az eredeti cikk szerkesztőit annak laptörténete sorolja fel. Ez a jelzés csupán a megfogalmazás eredetét és a szerzői jogokat jelzi, nem szolgál a cikkben szereplő információk forrásmegjelöléseként.